# Hedana pallida
Hedana pallida är en spindelart som beskrevs av Ludwig Carl Christian Koch 1876. Hedana pallida ingår i släktet Hedana och familjen krabbspindlar.
Artens utbredningsområde är Tonga. Inga underarter finns listade i Catalogue of Life.